# Monument Valley
『Monument Valley』（モニュメントバレー）は、インディーゲームの開発者であるUstwo Gamesによって開発・発売されたパズルゲームである。プレイヤーは、錯視と不可能図形からなる迷路を操作しながら、姫アイダをゴールに導くことを目的とする。Monument Valleyは、Ustwoのデザイナーであるケン・ウォンの構想に基づき、2013年初頭から10か月以上をかけて開発された。その視覚的表現は、日本の版画やミニマリズム、インディーゲームであるWindosillやFEZやスキタイのムスメ：音響的冒剣劇から影響を受けた。また、評論家によってM.C.エッシャーの絵画や無限回廊と比較されることがある。クローズドベータテストの後、2014年4月3日にiOS向けにリリースされ、後にAndroidとWindows Phoneに移植された。評論家は視覚的・聴覚的デザインを賞賛したが、その一方で難易度の低さとゲームの短さを指摘した。2014年のアップル・デザイン・アワードでApple's best iPad gameに選ばれた。2015年1月までに200万本以上を売り上げ、2016年5月までには、ゲームの売上は2600万本を超えた。
続編のMonument Valley 2は、iOSで2017年6月に、Androidで同年11月にそれぞれリリースされた。

## ゲームプレイ
Monument Valleyでは、プレイヤーキャラクターである姫アイダが何かの許しを請うために、ゲーム内で「神聖幾何学」と呼ばれる錯視と不可能図形からなる迷路を旅する。 ゲームステージは等角図で表現されており、プレイヤーはステージを操作することで隠された道を見つけ、アイダをステージのゴールまで導く。10のステージのそれぞれに異なるギミックがある。ギミックの例として、床面や柱を動かしたり、橋を作ったりすることが挙げられる。プレイヤーは、色などの視覚的要素によって間接的に、またアイダの進行を妨害するカラスによって直接的に、進むべき道を知ることができる。評論家は、このゲームのデザインをM.C.エッシャーのだまし絵やゲーム「無限回廊」と比較している。ゲームにはステージのスクリーンショットを撮ることのできるカメラモードが搭載されている。同モードにはInstagramのものに似た画像処理フィルタが内蔵されている。

## 開発
Monument Valleyは、2004年に設立され2007年からiPhone向けアプリを開発しているデジタルデザイン会社Ustwoによって開発された。Ustwoは数百万ダウンロードを記録したゲーム「Whale Trail」をはじめ、デザインアプリ「Granimator」や写真共有アプリ「Rando」を開発する企業である。Monument Valleyはタブレット向けのタッチ操作ゲームとして考案された。開発は「Tower of Illusion」の仮題で2013年初頭に始まり、10ヶ月の時間を要した。M.C.エッシャーのだまし絵のようなコンセプトアートから始まり、最終的にはこのコンセプトからそれほど逸脱しなかった。Ustwoの経営陣は開発チームにスケジュールや予算の制約を課さず、ただ「高品質の製品を作る」ことに集中するよう告げるのみであった。ゲーム開発はUstwoの利益の多くを占めているわけではないため、収益性の高いアプリケーションよりもむしろ社の評判を高める「優れた製品」を作ることに注力した。

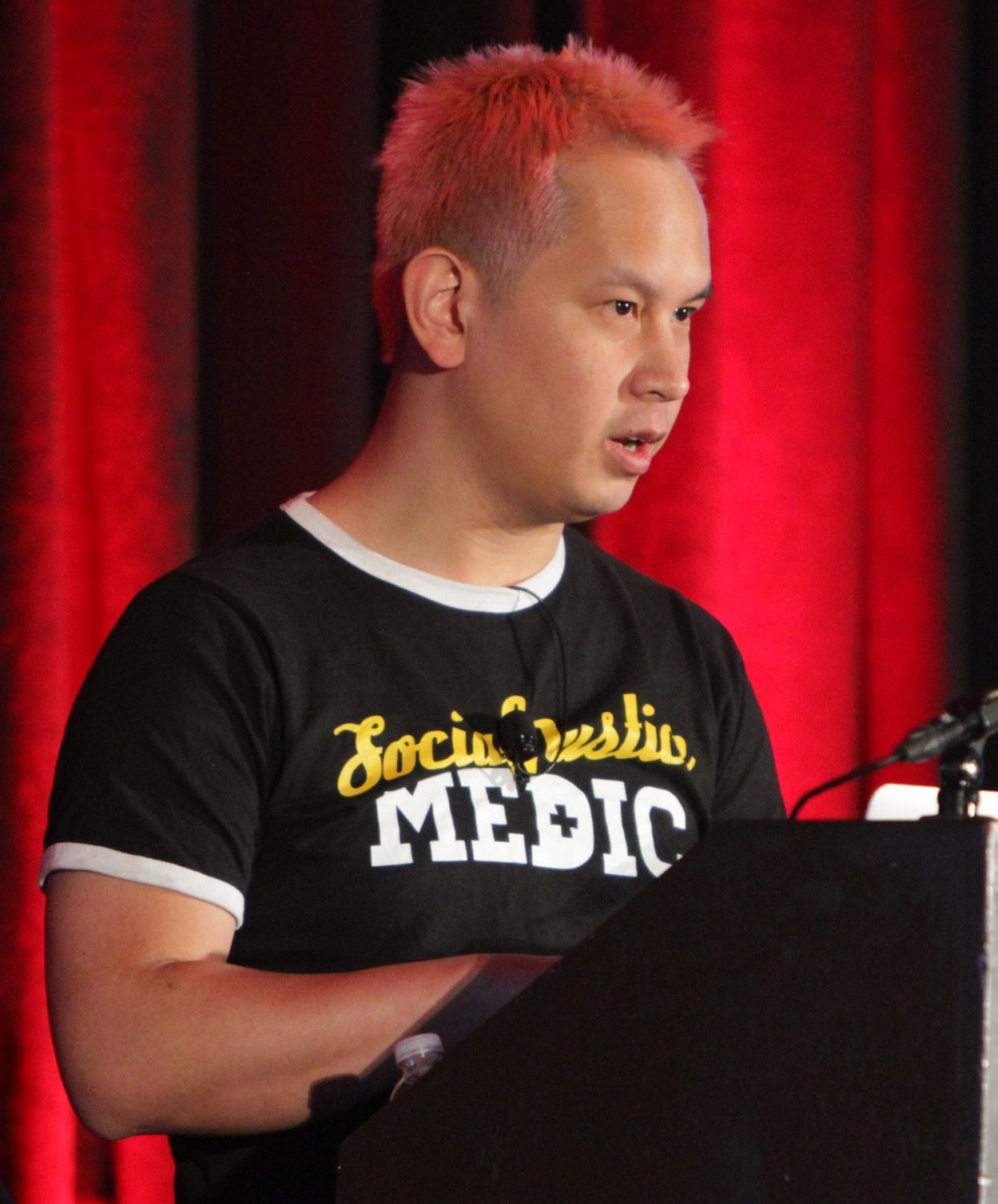
Ustwoのデザイナーであるケン・ウォン。2015年のGame Developers Conferenceにて。

ゲームデザイナーでアーティストのケン・ウォンはデザインについて、ゲームプレイの1コマ1コマを、公開する価値のあるものとなることを目指したと語っている。このプロジェクトはゲームプロジェクトとなる前に、ケン・ウォンのコンセプトアートから始まった。デザインは日本の木版画やミニマリズム彫刻、インディーゲームであるWindosill、FEZ、スキタイのムスメ：音響的冒剣劇に影響を受けた。ゲームプレイは、プレイヤーが直接的な説明を受けることなく探索によってゲームの目的を発見できるようデザインされたとケン・ウォンは付け加えた。このゲームでは「ミラーズエッジ」のように、プレイヤーが操作できる場所を色で表している。ケン・ウォンはゲーム体験を、おもちゃ屋のワクワク感とナルニア国物語の『ライオンと魔女』の世界をかけ合わせたようなものに、そしてストーリーを物語性のある本ではなく象徴的な「歌」に例えた。大衆向けゲームとしては珍しく、ほとんどのプレイヤーがクリアできるようにデザインされている。難しい挑戦よりもむしろ「プレミアムな体験」ができるよう意図されて作られている。
このゲームのベータテストは、iPadユーザー専用企画として2013年12月に行われた。これには1000人を超えるテスターが参加し、クリアまでに要した平均時間は90分であった。ゲームははじめ、2014年4月3日にiOS向けにリリースされ、2週間以内に開発コストを回収できるほどの好評を博した。その後Android版が、2度のベータテストを経た後2014年5月14日にリリースされた。Ustwoは、初めのバージョンには収録されなかったものの試したかったアイデアがいくつかあるなど、「芸術的な理由」により2014年4月時点でさらに新たなステージを開発中であるとした。ケン・ウォンは、ユーザーが必要とするなら、同社はゲームを他のプラットフォームに移植することも検討すると述べた。ゲームのテクニカル・ディレクターは、ゲームはUnityで作られているため「移植は決して難しくない」とした上で、ゲームは縦向きの画面で遊ばれることを念頭に置いて作られているため、YouTubeの動画形式やPlayStation Vitaといった横向きの画面のデバイスに移植するのは難しいとした。
追加コンテンツ「Forgotten Shores」は、iOS向けに2014年11月20日にリリースされ、その後2014年11月20日にApp Storeで、2014年11月24日にGoogle Playでリリースされた。これは、もともと10あるステージに、更に8個のステージを追加するものであった。さらに追加コンテンツ「Ida's (RED) Dream」が、世界エイズデーに合わせたAppleのチャリティー企画「Apple's Apps for Red」の一環として期間限定でリリースされた。この追加コンテンツは赤い衣服を身にまとったアイダがいくつかの新しいステージを探索するというもので、Forgotten Shoresの未購入者でも購入できた。その後2015年4月30日にWindows Phone向けの移植版がリリースされた。
ゲームのサウンドトラックには、スタフォード・ボウラー、Obfusc、Grigoriなどによって作曲された音楽が収録されている。2016年第2四半期中に、メインゲームと2つの追加コンテンツの音楽が収録された2枚組のレコードがUstwoとiam8bitからリリースされる予定。

## 評価
レビュー収集サイトであるMetacriticでは、このゲームは「概ね好意的」に評価された。リリース後またたく間にApp Storeのランキングの上位に上りつめ、レビューと口コミの強力な後押しを受け少なくとも1ヶ月もの間ランキング上位をキープし続けた。App Storeのエディターのおすすめにも選ばれ、後に2014年のアップル・デザイン・アワードを受賞し、Appleによって同年で最高のiPadゲームとして名を挙げられている。またポケットゲーマーの金賞も受賞し、その編集者ハリー・スレーターは「Monument ValleyのようなゲームはApp Storeには他にない」と評価した。
複数のレビュアーが、その視覚的デザインとサウンドデザインを他に類を見ないものだと評価した。ゲーム雑誌Edgeは「轟く低音」と「カチッと嵌まる音」のおかげでトゥームレイダーの「古の機械」のような効果がもたらされたとした。TouchArcadeのショーン・マスグレーヴはゲームのヴィジュアルを「これ以上ないほど華麗だ」と述べ、WIREDは「2014年で最も美しいiPadゲームになるかもしれない」と評価した。Creative Review誌はゲーム内のパズルを「賢い」ものとし、開発者の細部までの気配りを賞賛した。
Polygonのダニエル・リーンドーがパズルのデザインを賞賛した一方で、他の評論家は低い難易度とクリアまでの短さを指摘した。リーンドーは、パズルの解き方はいつも直感的だと感じ、いささかの不満も感じなかったと述べた上で、「全てが心を和ませてくれて、まるで催眠術のようだ」とした。Edge誌はゲームが「真の」挑戦ではなく、終盤のステージを除いては「熟考して解いた快感を味わわせてくれる」ものではないと考え、ゲームの簡単さとステージの変化の楽しさを「組立式の家具の組み立て」と喩えた。Pocket Gamerのハリー・スレーターは「息を呑んでしまうほど他に類を見ないゲーム」だと評価した。リンドーはゲームを3時間でクリアしたと述べ、TouchArcadeのショーン・マスグレーヴは「誰かがこのパズルで行き詰まっていることを想像さえできない」とした上で、ゲームの長さを「1時間ちょっと」と述べた。ゲーム・インフォーマーのジェフ・マルキアファーヴァはもっと長く楽しみたかった上、ストーリーが「つかみどころがなく」「曖昧だ」という欠点があるとして不満を感じた。TouchArcadeのマスグレーヴは、体験に重きをおいたゲームは大抵短くなるものであるが、Monument Valleyのギミックが最大限の潜在的な能力を発揮するには短すぎた、しかしストーリーにとっては丁度良い長さだったと考察した。
Monument Valleyは1ヶ月で50万本を、3ヶ月で100万本を売り上げた。2014年11月時点で140万本を売り上げ、2015年1月までには240万本の売上を記録した。2015年1月、UstwoはAndroidで95%、iOSで60%のインストールが海賊版のものであり、甚大な著作権侵害が発生していると発表した。同社は、購入済みのユーザーが複数のデバイスにインストールした可能性もあるが、大多数はゲームを購入していないだろうと主張した。悲観的な数字ではあるが、同社はモバイル向けの有料作品をこれからも開発し続けると発表した。海賊版が横行した一方で、2015年の1月中旬には140万ドル超の開発コストに対し600万ドルの収益を得たと発表した。Ustwoは、2016年1月までに2400万人のユーザーがゲームをダウンロードしたと報告した。2015年に比べ10倍に増えており、主たる要因としてGoogle Play、App Store、Amazon Undergroundでの期間限定無料配信が挙げられると述べた。App Storeで無料でゲームをダウンロードした700万人のうち、約35%が追加コンテンツ「Forgotten Shores」を購入した。Ustwoは、2016年5月までに2600万ダウンロードと合計1400万ドルを超える収益があったと報告した。
このゲームは、2015年のゲーム・デベロッパーズ・チョイス・アワードで「Best Visual Art」「Best Handhold/Mobile Game」「Innovation Award」に選ばれ、また「Best Design」の選外佳作賞にも選ばれた。Academy of Interactive Arts & Sciencesが主催する第18回D.I.C.E. Awardsでは、「Outstanding Achievement in Art Direction (美術監督の卓越した業績)」「Outstanding Achievement in Game Direction (ゲーム監督の卓越した業績)」「Outstanding Innovation in Gaming (ゲームにおける卓越したイノベーション)」「Mobile Game of the Year」「D.I.C.E. Spirit Award」の5つにノミネートされ、うち「Outstanding Achievement in Art Direction」の大賞を獲得した。英国アカデミー賞ゲーム部門では「Best British Game」「Best Mobile/Handheld Game」に選ばれ、他に「Beat Game」「Artistic Achievement」「Original Property」にノミネートされた。2014年のNational Academy of Video Game Trade Reviewersでは「Game, Special Class」の部門で大賞を受賞し、また「Game Design」「New IP (新しい知的財産)」「Art Direction, Fantasy」の3部門にノミネートされた。米国のニュース雑誌タイムのベスト・オブ・リストに挙げられたほか、ゲーム・インフォーマー誌ではモバイル限定ゲーム部門でエディターズ・チョイスに選出された。

## 影響
米国のドラマシリーズ「ハウス・オブ・カード 野望の階段」の第3シーズンで、主人公フランク・アンダーウッドがこのゲームを遊ぶ場面が描写されている。彼は作中に出てくるゲーマー評論家のトーマス・イェーツの書いたMonument Valleyに関する上品で美しい記述に触発され、イェーツを自分の伝記作家として迎え入れることになる。Ustwoによれば、Ustwoがドラマを制作したNetflixにゲームをストーリーに組み込むことを打診された際、無料での利用に快諾したという。さらにUstwoは、このゲームが出演する最初のエピソードの脚本に合わせた特別なバージョンのゲームを作り撮影を助けたという。この結果、これまでとは異なる層にもゲームが知られるようになったため、Ustwoの売上は増加した。2015年2月にNetflixでこのシーズンが配信されてから数日で、主要なアプリケーションストアでのダウンロードランキング上位に返り咲いた。Monument Valleyのキャラクターは2015年後半にゲームCrossy Roadにも出演した。ウェブサイトUSgamerのジャズ・リグナルは、2015年リリースのゲームLara Croft GoがMonument Valleyの影響を受けているようだと指摘した。ケン・ウォンはMonument Valleyの完成後すぐにUstwoを去り、後にFlorenceを制作することになるスタジオ「Mountains」を設立した。
Monument Valleyは中国のインディーゲーム開発者たちに大きな影響を与えたと報じられている。ゲームという媒体を通して感情的な物語を伝えている同作の影響で、多くのゲーム開発者が同じような語りの手法を用いた作品を制作し始めたのだという。
Ustwoは、続編であるMonument Valley 2をiOSで2017年6月5日に、Androidで2017年11月6日にリリースした。2019年9月には、さらにその続編となるMonument Valley 3がUstwoの小規模なチームで開発中であることが発表された。

## 映画化
2018年8月、パラマウント・アニメーションとWeed Roadが、Ustwoの協力の下で実写とCGを交えたハイブリッドな映画を制作することが公表された。パトリック・オズボーンが監督を務める予定。この映画では、俳優がCGで作られたセットの中を探索することになる。オズボーンは「アイダの謎めいた王国が私の手に任されて、見方によってすべてが変わる不可能建築の世界に参加できることを光栄に思います。」と述べた。